# Кори Макфаден
Кори Макфаден (на английски: Corey McFadden) е американска писателка на произведения в жанра исторически любовен роман.

## Биография и творчество
Кори Макфаден учи за актриса в „Neighborhood Playhouse“ в Ню Йорк. По-късно учи право и работи като помощник-прокурор и прокурор към Министерството на правосъдието.
След пенсионирането си се отдава на мечтата си да бъде писател и е автор на няколко книги в стил историческа романтика.
Кори Макфаден има син и дъщеря, и живее със семейството си в Северна Вирджиния.

## Произведения

### Самостоятелни романи
- Deception at Midnight (1993)
Среднощна заблуда, изд.: ИК „Хермес“, София (1994), прев. Виктория Петрова
- Dark Moon (1995)
- In Our Dreams (1998) – с Барбара Къмингс, Патриша Гарднър Евънс, Рут Глик, Кортни Хенке, Мери Кърк, Линда Лейл Милър, Патриша Потър, Мери Джо Пътни и Сюзън Уигс
- With Eyes of Love (2003)